# Bahieae
Bahieae és una tribu de la subfamília de les asteròidies (Asteroideae). La tribu Bahieae es va crear quan es va subdividir l'antiga tribu Heliantheae, Cassini, 1819, com a conseqüència d'estudis moleculars. Les noves tribus varen rebre els noms de Bahieae, Chaenactideae, Coreopsideae, Helenieae i, finalment, Heliantheae (sensu stricto). Compta amb els gèneres següents:
- Achyropappus
- Amauriopsis
- Bahia
- Bartlettia
- Chaetymenia
- Chamaechaenactis
- Espejoa
- Florestina
- Hymenopappus
- Hymenothrix
- Hypericophyllum
- Loxothysanus
- Palafoxia
- Peucephyllum
- Platyschkuhria
- Psathyrotopsis
- Schkuhria
- Thymopsis